# Atlantocuma
Atlantocuma is een geslacht van zeekomma's uit de familie van de Bodotriidae.

## Soorten
- A. elongatum Ledoyer, 1993
- A. benguelae Bacescu & Muradian, 1974
- A. bidentatum Ledoyer, 1989
- A. tenue Jones, 1984
- A. confunda Gerken, 2012
- A. gamoi Akiyama, 2012
- A. ojii Akiyama, 2012
- A. ramses Muhlenhardt-Siegel, 2005